# Білі Казарми
Бі́лі Ка́зарми — неофіційна назва північно-східної частини міста Броди на Львівщині, пов'язана з розміщенням на їхній території військових казарм.

## Історія
Земельна ділянка, на якій мали спорудити військове містечко або ж казарми до 1890-х років історично належала громаді Великих Фільварків, але перебувала у власності брідської Юридики. Протягом 1893—1895 років було споруджено казарми, а через те, що ці об'єкти знаходилися на території Юридики, то до середини XX століття мали назву «Кошари на Юридиці». Через те, що до 1939 року там дислокувалися винятково кавалерійські частини (драгуни, улани), то їх ще називали «Кавалерійські кошари». 
Комплекс казарм складали: будівля штабу, офіцерський павільйон, казарми, військовий шпиталь, кавалерійський манеж та конюшні. Від побудови казарм й до початку першої світової війни тут дислокувалася австрійська дивізія уланів, комендантом якої наприкінці 1890-х років був підполковник Мюллер.
У 1920-х роках в місті перебувала польська Кресова бригада кавалерії (за часів польсько-радянської війни — «II самостійна бригада кавалерії «Броди»), а в казармах на Юридиці були розташовані 20-й та 22-й полки уланів цієї бригади, останній сформований у листопаді 1920 року в околицях міста Борислава, через що згодом отримав назву «підкарпатських». Командирами полку були: у 1930—1935 роках — полковник С. Ростворовський та у 1938—1939 роках — полковник В. Плонка. 22-ий полк Підкарпатських уланів брав участь у німецько-польській війні, зазнавши значних втрат.
Після другої світової війни у казармах були розташовані військові підрозділи НКВС, пізніше там містилася військова розвідка. Назва «Білі Казарми» почала побутувати у радянський час і походила від кольору самих споруд (побілених вапном у білий колір).
За часів незалежності на території військових казарм розміщувалася 147 окрема радіотехнічна бригада особливого призначення, яка 30 жовтня 2004 року переформована у Регіональний центр радіоелектронної розвідки «Захід», що діє тут й донині.

## Вшанування
На честь 22 полку уланів Підкарпатських 15 серпня 2014 року було освячено пам'ятну таблицю, встановлену на фасаді костелу Воздвиження Хреста Господнього, що на вул. Залізничній у Бродах.